# Томас II фон Ринек
Томас II фон Ринек (на немски: Thomas II von Rieneck; * пр. 1408; † 8 февруари 1431) е граф на Графство Ринек във Франкония в Бавария.
Той е син на граф Лудвиг XI фон Ринек († 1408) и втората му съпруга Кунигунда фон Спонхайм-Боланден, дъщеря на граф Филип фон Спонхайм-Боланден († 1338) и Елизабет Катценелнбоген († 1338).

## Фамилия
Томас се жени три пъти.
Той се жени първо за графиня Елизабет фон Хенеберг-Ашах, дъщеря на граф Херман V фон Хенеберг-Ашах (* ок. 1330; † 1403/1404) и Агнес фон Шварцбург († 1399). Бракът е бездетен.
Втори път той се жени за графиня Елизабет фон Кастел (* ок. 1400; † 1 януари 1419), дъщеря на граф Леонхард фон Кастел († 1426) и Анна фон Хоенлое-Уфенхайм-Ентзе († пр. 1426). Бракът е бездетен.
На 14 октомври 1419 г. Томас се сгодява и през през 1421 г. се жени трети път за графиня Катарина фон Ханау (* 25 януари 1408; † 25 септември 1460), дъщеря на граф Райнхард II фон Ханау (1369 – 1451) и съпругата му Катарина фон Насау-Байлщайн (1407 – 1459). Тя получава дворец Вилденщайн. Те имат две деца:
- Филип I Стари, цу Грюнсфелд, Амт Лауда и Вилденщайн († 5 декември 1488), женен за пфалцграфиня Амалия фон Пфалц-Мозбах (* 1433; † 15 май 1483), дъщеря на пфалцграф Ото I фон Пфалц-Мозбах
- Филип II Млади, цу Лор, Гемюнден, Брюкенау и Шилдек († 14 юли 1497); първо духовник, отказва се 1454 г. и се жени два пъти: I. на 7 юни 1460 г. за графиня Маргарета фон Епщайн († 27 октомври 1463); II. на 7 ноември 1465 г. за графиня Анна фон Вертхайм-Бройберг († юни 1497)

След смъртта му Катарина фон Ханау води управлението в графство Ринек като опекун на малолетните си деца. Катерина се омъжва втори път 1432 г. за граф Вилхелм II фон Хенеберг-Шлойзинген (1415 – 1444, при лов), След нейната втора женитба опекунството поема брат ѝ граф Райнхард III фон Ханау.